# Aymen Barkok
Aymen Barkok (Frankfurt am Main, 21 mei 1998) is een Duits-Marokkaans voetballer die doorgaans als centrale middenvelder speelt. Hij staat sinds juli 2022 onder contract bij FSV Mainz. In januari 2024 werd hij verhuurd aan Hertha BSC. Barkok debuteerde in 2020 in het Marokkaans voetbalelftal.

## Clubcarrière
Barkok werd geboren in Frankfurt am Main. Hij speelde in de jeugd bij SG Praunheim, Rot-Weiss Frankfurt, Kickers Offenbach en Eintracht Frankfurt. Bij laatstgenoemde club tekende hij op 20 oktober 2016 zijn eerste profcontract. Barkok debuteerde op 20 november 2016 in de Bundesliga, tegen Werder Bremen. Hij viel na 75 minuten in voor Mijat Gaćinović. Hij maakte in de blessuretijd het winnende doelpunt . Op 20 december 2016 maakte Barkok zijn tweede competitiedoelpunt, tegen FSV Mainz 05.
Het lukte Barkok in twee jaar niet om door te breken bij Eintracht Frankfurt. Daarom vertrok hij in juli 2018 voor een jaar op huurbasis naar Fortuna Dusseldorf. Ook hier ging hij voornamelijk dienstdoen als reservespeler. Desondanks verlengde Fortuna de huurperiode in mei 2019 met een extra seizoen. Een gebroken schouder kostte hem echter de eerste drie maanden van 2019/20. Daarna kwam hij nog drie keer in actie voor Fortuna. Na zijn terugkeer bij Eintracht Frankfurt gaf coach Adi Hütter hem een stuk meer speeltijd, zij het weer voornamelijk als invaller. Toen Hütter werd opgevolgd door Oliver Glasner werd Barkoks perspectief uitzichtloos. Hij mocht op 4 november 2021 wel voor het eerst aantreden in een Europees toernooi, de Europa League. Glasner gaf hem toen een basisplaats in een met 1–2 gewonnen groepswedstrijd uit bij Olympiakos Piraeus.
Barkok verruilde Eintracht Frankfurt in juli 2022 voor FSV Mainz. In januari 2024 werd hij verhuurd aan Hertha BSC spelend in de 2. Bundesliga.

## Clubstatistieken
| Seizoen     | wspan="2" width=15%\|Club | Competitie  | Competitie | Competitie | Beker | Beker | Internationaal | Internationaal | Totaal | Totaal |
| Seizoen     | Wed.                      | Competitie  | Dlp.       | Wed.       | Dlp.  | Wed.  | Dlp.           | Wed.           | Dlp.   |        |
| ----------- | ------------------------- | ----------- | ---------- | ---------- | ----- | ----- | -------------- | -------------- | ------ | ------ |
| 2016/17     | Eintracht Frankfurt       | Bundesliga  | 18         | 2          | 1     | 0     | —              | —              | 19     | 2      |
| 2017/18     | Eintracht Frankfurt       | Bundesliga  | 9          | 0          | 1     | 0     | —              | —              | 10     | 0      |
| Club totaal | Club totaal               | Club totaal | 27         | 2          | 2     | 0     | 0              | 0              | 29     | 2      |
| 2018/19     | → Fortuna Dusseldorf      | Bundesliga  | 12         | 0          | 1     | 0     | —              | —              | 13     | 0      |
| 2019/20     | → Fortuna Dusseldorf      | Bundesliga  | 3          | 0          | 2     | 0     | —              | —              | 5      | 0      |
| Club totaal | Club totaal               | Club totaal | 15         | 0          | 3     | 0     | 0              | 0              | 18     | 0      |
| 2020/21     | Eintracht Frankfurt       | Bundesliga  | 26         | 2          | 2     | 0     | —              | —              | 28     | 2      |
| 2021/22     | Eintracht Frankfurt       | Bundesliga  | 5          | 0          | 1     | 0     | 1              | 0              | 7      | 0      |
| Totaal*     | Totaal*                   | Totaal*     | 58         | 4          | 5     | 0     | 1              | 0              | 64     | 4      |
| 2022/23     | FSV Mainz                 | Bundesliga  | 23         | 0          | 3     | 1     | —              | —              | 26     | 1      |
| 2023/24     | FSV Mainz                 | Bundesliga  | 13         | 1          | 1     | 0     | —              | —              | 14     | 1      |
| Club totaal | Club totaal               | Club totaal | 36         | 1          | 4     | 1     | 0              | 0              | 40     | 2      |
| 2023/24     | → Hertha BSC              | Bundesliga  | 0          | 0          | 0     | 0     | —              | —              | 0      | 0      |
| Club totaal | Club totaal               | Club totaal | 0          | 0          | 0     | 0     | 0              | 0              | 0      | 0      |

Bijgewerkt op 19 januari 2024.

## Interlandcarrière
Barkok kwam uit voor vrijwel alle Duitse nationale jeugdselecties vanaf Duitsland –16 en speelde met Duitsland –19 op het EK –19 van 2017. Hij debuteerde op 9 oktober 2020 in het Marokkaans voetbalelftal, in een oefeninterland tegen Senegal. Bondscoach Vahid Halilhodžić liet hem die dag bijna heel de wedstrijd spelen. Diezelfde Halilhodžić nam hem ook mee naar het Afrikaans kampioenschap 2021, zijn eerste eindtoernooi.

## Erelijst
| DFB-Pokal | 1x | 2017/18 |